# 187 Lamberta
187 Lamberta (mednarodno ime je tudi 187 Lamberta) je velik asteroid tipa C v glavnem asteroidnem pasu. 

## Odkritje
Asteroid je odkril astronom Jérôme Eugène Coggia (1849 – 1919) 11. aprila 1878 . Imenuje se po nemškem matematiku, fiziku, astronomu in filozofu Johannu Heinrichu Lambertu.

## Lastnosti
Asteroid Lamberta obkroži Sonce v 4,52 letih. Njegova tirnica ima izsrednost 0,236, nagnjena pa je za 10,596° proti ekliptiki. Njegov premer je 130,40 km, okoli svoje osi pa se zavrti v 10,663 h .